# Cyrtandra reticulata
Cyrtandra reticulata är en tvåhjärtbladig växtart som beskrevs av Margaret Clark Gillett. Cyrtandra reticulata ingår i släktet Cyrtandra och familjen Gesneriaceae. Inga underarter finns listade i Catalogue of Life.